# 小奥德萨 (电影)
《殺手悲歌》（英語：Little Odessa）是一部於1995年上映的美國犯罪劇情片。該處女作由詹姆士·葛雷執導和編劇，並由蒂姆·罗斯、愛德華·弗朗、莫伊拉·凱莉、马克西米利安·谢尔和凡妮莎·蕾格烈芙主演。
電影獲得威尼斯电影节的銀獅獎，以及比利時影評人協會大獎。它還深受法國大師克勞德·夏布洛的喜愛。

## 演員
- 蒂姆·罗斯 飾 約書亞·夏皮拉
- 愛德華·弗朗 飾 魯本·夏皮拉
- 凡妮莎·蕾格烈芙 飾 伊琳娜·夏皮拉
- 马克西米利安·谢尔 飾 阿爾卡迪·夏皮拉
- 莫伊拉·凱莉 飾 艾拉·舒斯特維奇
- 保罗·加法叶 飾 鮑里斯·沃爾科夫
- 娜塔亚·安德雷琴科（英语：Natalya Andrejchenko） 飾 娜塔莎

## 外部鏈接
- 互联网电影数据库（IMDb）上《小奥德萨》的资料（英文）
- Box Office Mojo上《小奥德萨》的資料（英文）
- 爛番茄上《小奥德萨》的資料（英文）